# 리스의 보조정리
리스의 보조정리(Riesz' lemma, -補助定理)는 헝가리 수학자 리스 프리제시의 이름이 붙은 함수해석학의 보조정리이다. 이는 노름 공간의 어떤 부분공간이 조밀집합이라는 것을 보장하는 조건을 제시한다.

## 공식화
X가 노름 공간이고, Y가 X의 닫힌 진부분공간이라 하자. 그러면 임의의 실수 0<a<1에 대해서 {\displaystyle x_{a}\in S_{X}=\{x\in X|\parallel x\parallel =1\}} 이 존재하여 모든 {\displaystyle y\in Y} 에 대하여 다음이 성립한다.
{\displaystyle \parallel x_{a}-y\parallel >a.}

## 증명
{\displaystyle x\in X-Y}를 임의로 하나 잡는다. Y가 닫힌집합이므로 {\displaystyle 0<d=\inf\{\parallel x-z\parallel |z\in Y\}<{\frac {d}{a}}}이다. 따라서 {\displaystyle z\in Y} 가 존재하여 {\displaystyle \parallel x-z\parallel <{\frac {d}{a}}} 이 된다. 이제 {\displaystyle x_{a}:={\frac {x-z}{\parallel x-z\parallel }}} 라 하면, {\displaystyle x_{a}\in S_{X}} 이고, {\displaystyle y\in Y} 이면,
{\displaystyle \parallel x_{a}-y\parallel =\parallel {\frac {x-z}{\parallel x-z\parallel }}-y\parallel ={\frac {\parallel x-(z+\parallel x-z\parallel y)\parallel }{\parallel x-z\parallel }}>{\frac {a}{d}}d=a.}

## 참고 문헌
- 방현수, 《실해석&함수해석학》, 교우사, 2002.